# Сухенко Віктор Васильович
Ві́ктор Васи́льович Сухе́нко (21 квітня 1941, Рибці, Полтавська область — 20 жовтня 1998, Київ) — український скульптор. Заслужений діяч мистецтв України (1989). Лауреат Республіканської премії імені Т. Г. Шевченка (1984).

## Біографія
Народ. 21 квітня 1941 р. у с. Рибці Полтавської обл. Закінчив Київський художній інститут, факультет скульптури (1966). Учень видатного українського скульптора Михайла Лисенка. Викладав у Київському художньому інституті.
Трагічно пішов з життя 20 жовтня 1998.

## Праці

Пам'ятник жертвам Бабиного яру (1976 р.), автори: М. Лисенко, В. Сухенко, О. Вітрик

Серед його робіт:
пам'ятники:
- С. А. Ковпаку, Путивль, 1971
- академіку М. Г. Лисенку, 1974
- Героям форсування річки Південний Буг (Миколаївська область, 1975)
- в урочищі Бабин Яр у Києві, 1976
- Т. Шевченку в Актау, Казахстан, 1982 (у співавторстві),
- погруддя В. В. Маяковського, 1984

скульптурні композиції 
- «Нескоренний», 1966,
- «Перемога», 1987,
- «На панщині», 1989,
- «Маруся Чурай», 1993,

скульптурні портрети:
- Д. Яворницького, 1988,
- П. Вірського, 1990.
- О. Довженка, 1992.